# Catalina Rivas
Catalina Rivas ( La Paz, Bolivia, 25 de noviembre de 1944) es una mística católica, misionera, conferencista y escritora boliviana, reconocida por afirmar tener estigmas, recibir visiones de Jesús y la Virgen María, y escribir 19 libros con su testimonio.

## Biografía
Catalina Rivas nació en Cochabamba, Bolivia, el 25 de noviembre de 1944 se graduó de la escuela primaria en 1994, está casada y es madre de familia; durante 30 años trabajó como secretaria ejecutiva en diversas empresas. Es fundadora del "Apostolado de la Nueva Evangelización", asociación de fieles aprobada por el obispo diocesano en 1999, y extendida en diferentes países. En el año 2006 fundó el "Instituto de vida consagrada Stella Maris", con sede en Mérida, Yucatán (México). Catalina ha recibido estigmas y ha escrito unos 19 libros sobre las revelaciones recibidas.

## Testimonio
Catalina, según su testimonio dijo que, cuando oraba bajo la cruz, sintió el deseo de dedicar su vida completa a Jesús. Entonces vio  una luz que atravesaba sus manos y piernas, dejando hemorragias y heridas. Oyó una voz que decía: "¡Salve, por el don que te he dado." Desde entonces, aparecen en su cuerpo estigmas en la frente, las manos, los pies y en el costado. Catalina ha experimentado los sufrimientos de agonía, como los de Jesús en la la Cruz. Ha sido testigo de este fenómeno que ocurrió el primer viernes de febrero de 1996. El Dr. Ricardo Castañón Gómez, fue el profesional autofinanciado dedicado a demostrar científicamente la veracidad de los hechos místicos, y cuyo testimonio contribuyó al reconocimiento de las experiencias de Catalina como verdaderas. Debido a su modesta educación, cuando comenzó a escribir la Pasión de Cristo, la Eucaristía y el Cielo, despertó un gran asombro. Catalina admitió que había oído la voz de Cristo y había escrito sólo lo que había oído de Él.
El 9 de marzo de 1995, Catalina compró una escultura de Jesús de yeso, al que los ojos comenzaron a fluir las lágrimas. Este fenómeno interesó a científicos y periodistas que tomaron las muestras y las examinaron en Estados Unidos y Australia, indicando en ellos presencia de la sangre humana. Los estudios realizados a través de las autoridades de la Iglesia confirmaron la autenticidad de este evento y su figura se encuentra actualmente en la iglesia de Cochabamba.
Catalina Rivas en sus escritos, realiza un llamado a la conversión y a aceptar a Dios de acuerdo con el Evangelio y la doctrina de la Iglesia católica. Las autoridades de la Iglesia, habiendo examinado su testimonio, han reconocido que son reales y relevantes. Ha estableciendo en Bolivia una organización llamada Apostolado de la Nueva Evangelización, que distribuye el mensaje de Dios ha profesado a Catalina. En sus libros incluye el Misterio de la Misa, el Arzobispo Emérito de Cochabamba, Monseñor René Fernández Apaza, escribió: "Hemos leído el libro de Catalina y estamos convencidos de que su propósito es guiar al Evangelio. Sus libros destacan también el lugar de la Virgen María como modelo y muestran cómo debe comportarse un cristiano".

## Libros[17]
- 2009. La Santa Misa. Testimonio sobre la Eucaristía. [18]
- 2010. Adorando. Cuántas gracias y favores celestiales recibes. [19]
- 2011. La Santa Misa. Testimonio de Catalina Rivas.[20]
- 2012. La Santa Misa. Testimonio de Catalina.[21]
- 2013. El secreto de la Confesión y la Misa. Aviso sobre la Eucaristía y el sacramento de la reconciliación. Editorial Vox Domini.[22]
- 2013. El secreto de la adoración en el místicas visiones de Catalina Rivas, Editorial y el.
- 2013. En la adoración. Testimonio de Catalina Rivas.
- 2013. Divina Providencia. Testimonio de Catalina Rivas.
- 2013. La Pasión. Testimonio de Catalina Rivas.
- 2014. Mi Cristo roto camina sobre las aguas.
- 2014. La cara visible del Dios invisible. Testimonio de Catalina Rivas.
- 2015. Del Sinaí al calvario. Reflexionando sobre las últimas palabras de Jesús en la cruz. Editorial Vox Domini.
- 2015. Del Sinaí al Calvario. Testimonio de Catalina Rivas.
- 2016. La puerta del cielo. Mensajes dictados a Catalina. [23]
- 2016. El Arca de la Nueva Alianza.
- 2017. He dado mi vida por ti.
- 2017. Dio su Vida por ustedes. Editorial Vox Domini.
- 2020. La Providencia Divina. Una visión clara de la muerte. Testimonio sobre la Confesión y Unción de los enfermos. Editorial Vox Domini.
- El Gólgota. Reflexiones del señor Jesús, sobre el misterio de Su sufrimiento y sobre el valor. ¿Era para la Expiación? Editorial Vox Domini.